# Station Marcheprime
Station Marcheprime is een spoorwegstation in de Franse gemeente Marcheprime.
Het ligt aan de spoorlijn van Station Bordeaux-Saint-Jean naar het Spaanse Irun en wordt bediend door treinen van het netwerk TER Nouvelle-Aquitaine die rijden op het traject Bordeaux-Saint-Jean - Arcachon.
Het station heeft loketten die op weekdagen geopend zijn, kaartautomaten en een wachtruimte.